# Manirampur
Manirampur (en bengali : মণিরামপুর) est une upazila du Bangladesh dans le district de Jessore. En 1991, on y dénombrait 326 093 habitants.